# Johann Bleibel

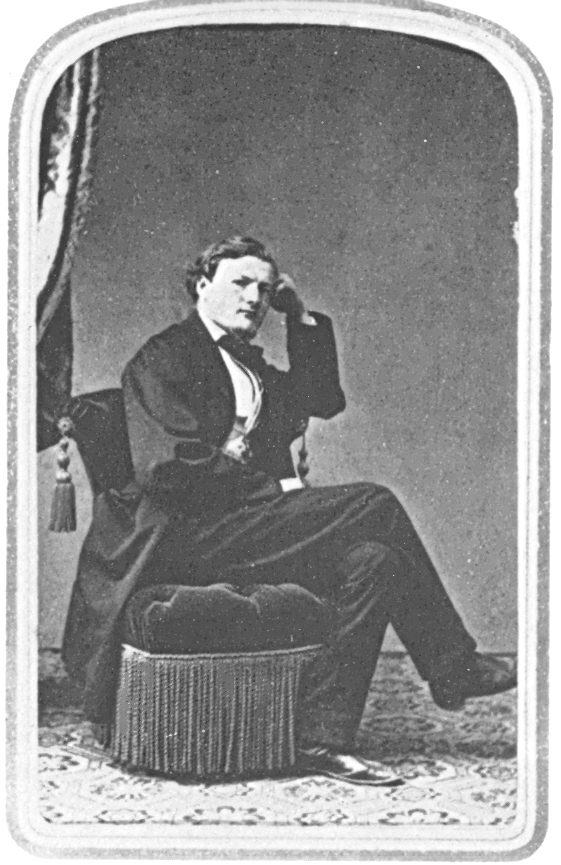
Johann Bleibel: Paul Sinner (1864)

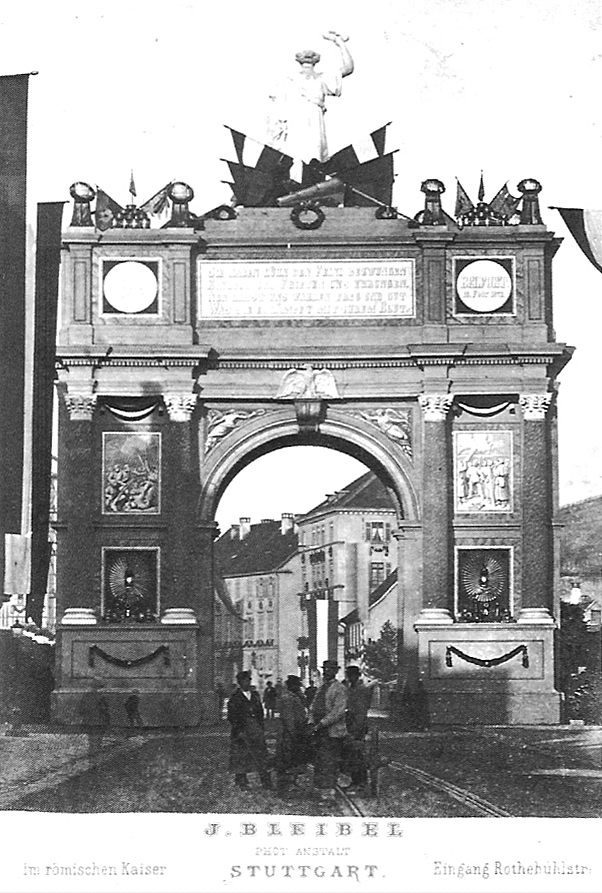
Johann Bleibel: Siegestor in der Stuttgarter Tübinger Straße (Kabinettformat, 1871)

Johann Bleibel (* 22. Dezember 1832 in Salzstetten; † 13. Januar 1880 in Ulm) war ein deutscher Fotograf. Er gründete das erste ständige Atelier in Gmünd, die meiste Zeit arbeitete er jedoch in Stuttgart, wo sein Atelier der Größe nach zu den mittleren gehörte.

## Leben

### Wanderfotograf und Gmünd
Johann Bleibel war ein Sohn eines Küfers aus Salzstetten. Er hat früh den Beruf eines Bildhauers erlernt und leistete später den Militärdienst bei der Artillerie in Ludwigsburg ab. Wie er zu dem Beruf des Fotografen gekommen ist, ist vollkommen unbekannt. Spätestens seit 1855 arbeitete er als Wanderfotograf. Nach einem früheren Aufenthalt im Juli 1855 in Hall kam er im Oktober 1857 zum ersten Mal nach Gmünd, wo er sich im Gasthaus „Zum Adler“ aufhielt und auch dort fotografierte. In der Folgezeit kam er in kurzen Abständen immer wieder nach Gmünd und hielt sich im gleichen Gasthaus auf. Die häufigen Aufenthalte in Gmünd standen im Zusammenhang damit, dass er um die Hand der Gmünderin Monika Reiß anhielt. Die Trauung fand am 25. Oktober 1858 statt.
Seit dieser Zeit ließ sich Bleibel in Gmünd nieder und ließ ein Glashaus im Garten des Bäckers Knobel beim Kornhaus bauen. Dieses Atelier, das das erste ständige Atelier der Stadt war, wurde im Dezember 1858 eröffnet. Bereits in diesem ersten Atelier hatte Bleibel ein erstaunlich großes Angebot. Es umfasste außer den üblichen Porträtaufnahmen Bilder für Ringe, Broschen, Medaillons und Etuis, Bilder auf Briefbögen, Porträts auf Visitenkarten, Bilder im Briefmarkenformat, Landschaftsfotos. Bleibel fotografierte auch die Stadt, wovon drei Ansichten des Heilig-Kreuz-Münsters zeugen, die im Hauptstaatsarchiv Stuttgart erhalten sind.

### Erster Stuttgarter Aufenthalt
Auf die Dauer bot Gmünd damals offenbar nicht genug Kunden, deswegen wagte Bleibel 1860 den Wechsel nach Stuttgart: er schloss das Atelier in Gmünd und Anfang Mai eröffnete er sein erstes Stuttgarter Atelier in der Schulstraße 3. Noch im selben Jahr zog er um, an den Leonhardsplatz 4. Das Atelier hatte sich gut eingeführt, 1861 suchte Bleibel einen Lehrling, der gleich Lohn bekommen sollte. Er beschäftigte also spätestens seit diesem Zeitpunkt Personal, über Einzelheiten ist es leider kaum etwas bekannt. Von 1862 bis 1864 arbeitete bei ihm der später in Tübingen erfolgreiche Fotograf Paul Sinner und erhielt dafür ein sehr gutes Gehalt von anfänglich 700, später sogar 728 fl jährlich. Zu fast gleicher Zeit arbeitete bei Bleibel als „Operateur und Geschäftsführer“ auch Carl Jäger, der sich später in Gmünd niederließ.
Johann Bleibel konnte sich also über eine sehr gute Geschäftslage freuen. Diese erlaubte ihm den Bau eines neuen Ateliers in der Marienstraße 12, das im April 1863 eröffnet wurde.
Bleibel war auf Porträtfotografie spezialisiert und konnte den Kunden ein gutes (sowohl im Hinblick auf seine Vielfalt als auch auf seinen Preis) Angebot machen. Er machte Porträts in verschiedener Größe – zwischen dem Ganzkörper- („Lebensgröße“) und Gesichtsporträt in vier verschiedenen Stellungen, wobei es den Kunden freistand, „eine oder alle dieser Stellungen fertigen zu lassen“. Selbst Aufnahmen von einer Person zu Pferd oder in einem Wagen waren für Bleibel kein technisches Problem. Dabei waren die Preise verhältnismäßig niedrig: 1865 kosteten 12 Aufnahmen im Visitformat 2 fl 30 kr., 50 Stück 13 fl. Dabei „erhob sich [Bleibels Atelier] weit über die handwerksmäßige Darstellung der meisten Photographen, zeichnete sich durch künstlerische Auffassung aus.“ Bei dem Publikum genossen seine Arbeiten Anerkennung: „Die Schaukästen von Bleibel sind diejenigen, vor denen das Publikum am Liebsten stehen bleibt.“
In Bleibels Studio wurden ferner Katalogaufnahmen für Fabrikanten sowie Reproduktionen von Stichen und Gemälden angefertigt.
Im Dezember 1863 gab Bleibel bekannt, dass er sich mit dem Maler Jakob Vesenmeyer zur Firma „Photographische Anstalt von Bleibel & Vesenmeyer“ zusammengeschlossen hätte. Vesenmeyer war ein ausgezeichneter Retuscheur. Die Zusammenarbeit hat die Erwartungen beider vermutlich nicht erfüllt, denn ihre gemeinsame Firma bestand nur ein knappes Jahr. Im Dezember 1864 warb Bleibel wieder allein, er gab ferner bekannt, dass er zusätzlich eine Filiale in Gmünd im Hause des Kaufmanns Pitl (Marktplatz 21) eröffnet habe. Die Eröffnung dieser neuen Filiale in Gmünd war ursprünglich für den Oktober geplant und verzögerte sich sehr. Bleibel versprach jedoch, dass das Atelier komfortabel und elegant wird. Die Gmünder Filiale betreute zuletzt, spätestens seit Anfang August 1865, Wilhelm Boppel, der offenbar bei Bleibel in Stuttgart eine Fotografenlehre gemacht hat. Offenbar erfüllten sich Bleibels Hoffnungen in Bezug auf die Gmünder Filiale nicht und kurz danach entschloss er sich, sie aufzugeben; sie wurde von Boppel zusammen mit dem Porzellanmaler Gottlieb Mahn ab Anfang September 1865 übernommen.

### Abwesenheit und zweiter Stuttgarter Aufenthalt

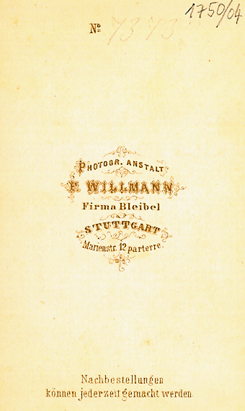
Revers eines Fotos von Friedrich Willmann, vermutlich von 1867, als er im Bleibels Atelier arbeitete

Noch im gleichen Jahr 1865 fand Bleibel in dem Fotografen Friedrich Willmann einen Teilhaber, der ihn als Geschäftsführer entlasten konnte. Bleibel plante zu diesem Zeitpunkt einen längeren Aufenthalt in Italien. Über den Grund dieser Italienreise ist nichts bekannt, ebenso über ihre tatsächliche Dauer und ob Bleibel in Italien fotografierte. Möglicherweise handelte es sich dabei um eine private Angelegenheit. Während Bleibels rund dreijähriger Abwesenheit in Stuttgart (zwischen Ende 1865 und Jahreswende 1868/69) führte Friedrich Willmann das Atelier in der Marienstraße 12 weiter – zunächst unter dem Namen „Bleibel photographische Anstalt, Inhaber Friedrich Willmann“ und ab 1868 unter seinem eigenen Namen.
Nachdem Bleibel nach Stuttgart zurückgekommen war, eröffnete er Anfang 1869 ein neues Atelier im Hotel „Römischer Kaiser“ an der Ecke Rotebühl- und Marienstraße. Dieses Atelier führte er bis Ende 1878. Aus dieser Zeit stammen seine vereinzelten Aufnahmen von Stuttgart.
Was ihn bewogen hat, dieses Atelier aufzugeben, ist nicht bekannt. Er zog in die Königstraße 27, wo sich seine Wohnung im 3. und das Atelier 4. Stock befanden. Wahrscheinlich zu diesem Zeitpunkt eröffnete Bleibel wieder ein Filialatelier, diesmal in Ulm. Überraschenderweise starb er jedoch ein Jahr nach dem Umzug während eines Aufenthaltes in Ulm im Alter von nur 47 Jahren. Sein letztes Atelier in der Königstraße übernahm die Kaufmannswitwe Alma von der Trappen, die dort anfing als Fotografin zu arbeiten. Sein Ulmer Atelier wurde von einem Nachfolger weiter unter seinem Namen geführt, bis dies ein Konkursverfahren im August 1884 beendete.

## Werke (Auswahl)
Einige Beispiele

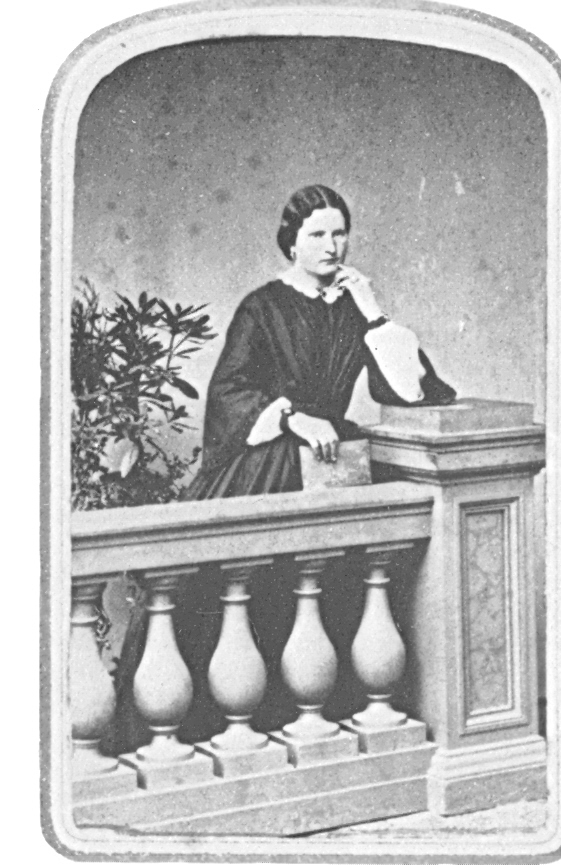
Wilhelmine Sinner geb. Kienle (1864)
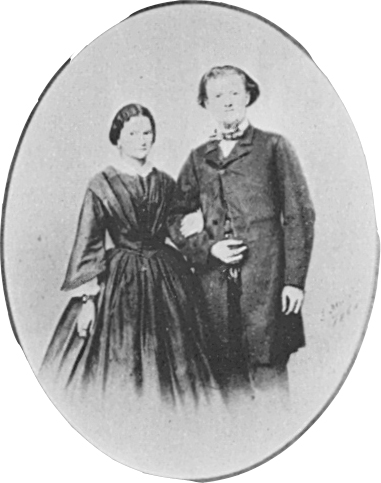
Paul Sinner und Wilhelmine Kienle als Hochzeitspaar (1864)
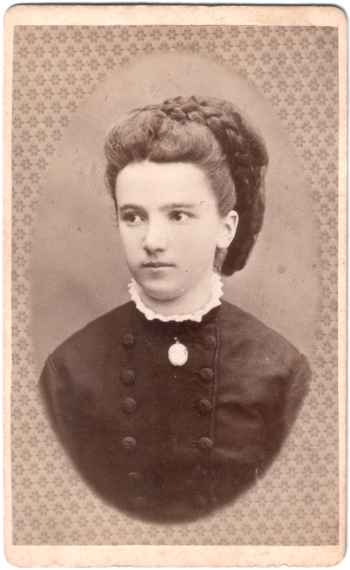
Brustbild einer jungen Frau (ca. 1870)
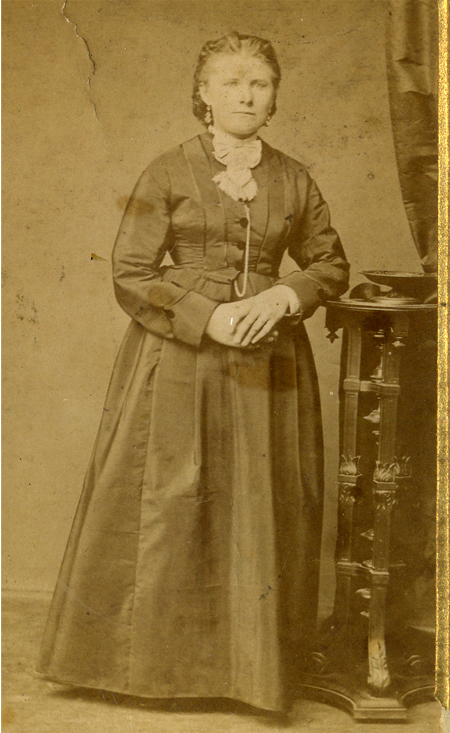
Ganzkörperporträt einer Dame (ca. 1878)

## Einzelnachweise und Anmerkungen

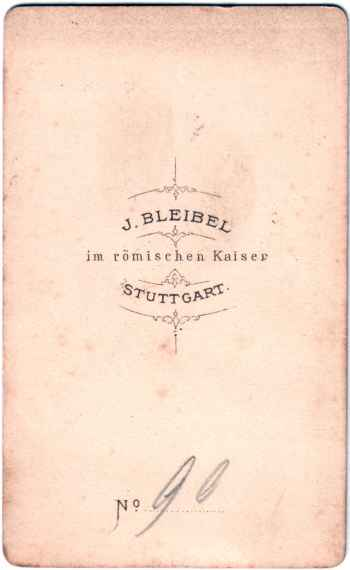
Rückseite eines Fotos mit der Adresse „Römischer Kaiser“ (nach 1869)